# OpenServer
OpenServer és un sistema operatiu propietari, que pertany a SCO Group. Està basat en Unix System V.
Originalment SCO va comprar el sistema Xenix a Microsoft, així és com va sorgir SCO UNIX en 1989, que posteriorment va canviar el nom per OpenDesktop, i finalment es va quedar en OpenServer.

## Historial de versions
| Versió                  | Data                 | Codename    | Edicions                                                           |
| ----------------------- | -------------------- | ----------- | ------------------------------------------------------------------ |
| SCO UNIX System V/386   | 1989                 | ?           |                                                                    |
| Open Desktop 1.0        | 1990                 | ?           |                                                                    |
| Open Desktop 1.1        | 1991                 | ?           | Suplement per a l'actualització                                    |
| SCO UNIX                | 1992                 | ?           |                                                                    |
| Open Desktop 2.0        | 1992                 | Phoenix     | Desktop System, Server                                             |
| Open Desktop/Server 3.0 | 1994                 | Tbird       | Open Desktop, Open Desktop Lite, Open Server                       |
| OpenServer 5.0          | 1995                 | Everest     | Desktop System, Host System, Enterprise System                     |
| OpenServer 5.0.2        | 1996                 | ?           | Desktop System, Host System, Enterprise System, Internet FastStart |
| OpenServer 5.0.4        | 1997                 | Comet       | Desktop System, Host System, Enterprise System                     |
| OpenServer 5.0.5        | 1999                 | Davenport   | Host System, Desktop System, Enterprise System                     |
| OpenServer 5.0.6        | 2000                 | Freedom     | Host System, Desktop System, Enterprise System                     |
| OpenServer 5.0.7        | 14 de febrer de 2003 | Harvey West | Host System, Desktop System, Enterprise System                     |
| OpenServer 6.0          | 14 de juny de 2005   | Legend      | Starter, Enterprise                                                |